# Jonas Vermeulen
Jonas Vermeulen (1990) is een Belgisch acteur.

## Levensloop en carrière
Vermeulen studeerde in 2013 af aan het Conservatorium van Antwerpen. Zijn eerste rol was een gastrol in Danni Lowinski. In 2014 speelde hij een soldaat aan het front van de Eerste Wereldoorlog in In Vlaamse velden. Een andere belangrijke bijrol speelde hij in 2016 in Den elfde van den elfde, net als in Studio Tarara waar hij regieassistent Glenn Borkelmans vertolkt.
Uitgesteld door de coronapandemie startten in 2021 de opnames voor de film Zillion, over de opkomst en het verval van de megadiscotheek. In deze film speelt Vermeulen zijn eerste hoofdrol en vertolkt hij ex-uitbater Frank Verstraeten.
Jonas is eveneens gitarist van de groep Psycho 44.

## Filmografie
- Danni Lowinski (2013) - als Jasper Lenz
- In Vlaamse velden (2014) - als Jos Vandersmissen
- De overkant (2015) - als Henk
- Professor T. (2015) - als Jean-Philippe Delaplace
- Ay Ramon! (2015) - als detective
- Den elfde van den elfde (2016) - als Joris Geunings
- Secrets (2018) - als Vincent De Jager
- Thuis (2018) - als Vincent De Jager
- Studio Tarara (2019) - als Glenn Borkelmans
- Red Light (2020-2021) - als Robin 'Rocco' Maes
- Fair Trade (2021) - als Nico
- Zillion (2022) - als Frank Verstraeten
- The Super Mario Bros. Movie (2023) - als Toad (stem)